# Bilovîșneve, Bilopillea
Bilovîșneve (în ucraineană Біловишневе) este un sat în comuna Horobivka din raionul Bilopillea, regiunea Sumî, Ucraina.

## Demografie
Componența lingvistică a localității Bilovîșneve
     Ucraineană (100%)
Conform recensământului din 2001, toată populația localității Bilovîșneve era vorbitoare de ucraineană (100%).